# Whitnash
Whitnash è un paese di 7 798 abitanti della contea del Warwickshire, in Inghilterra.